# Scott Derrickson
Scott Derrickson (sinh ngày 16 tháng 7 năm 1966) là một đạo diễn, nhà sản xuất và nhà biên kịch phim người Mỹ. Anh sống ở Los Angeles, California. Derrickson nổi tiếng với việc chỉ đạo nhiều bộ phim kinh dị, như The Exorcism of Emily Rose, Sinister, và Linh hồn báo thù, cũng như bộ phim siêu anh hùng Vũ trụ Điện ảnh Marvel Doctor Strange: Phù thủy tối thượng.
Học vấn: USC School of Cinematic Arts, Đại học Biola.

## Đời tư
Derrickson đã lập gia đình với một y tá vào tháng 9 năm 2013 và có hai người con trai.